# 切爾沃尼亞爾 (基利亞區)
45°35′7″N 29°12′34″E / 45.58528°N 29.20944°E

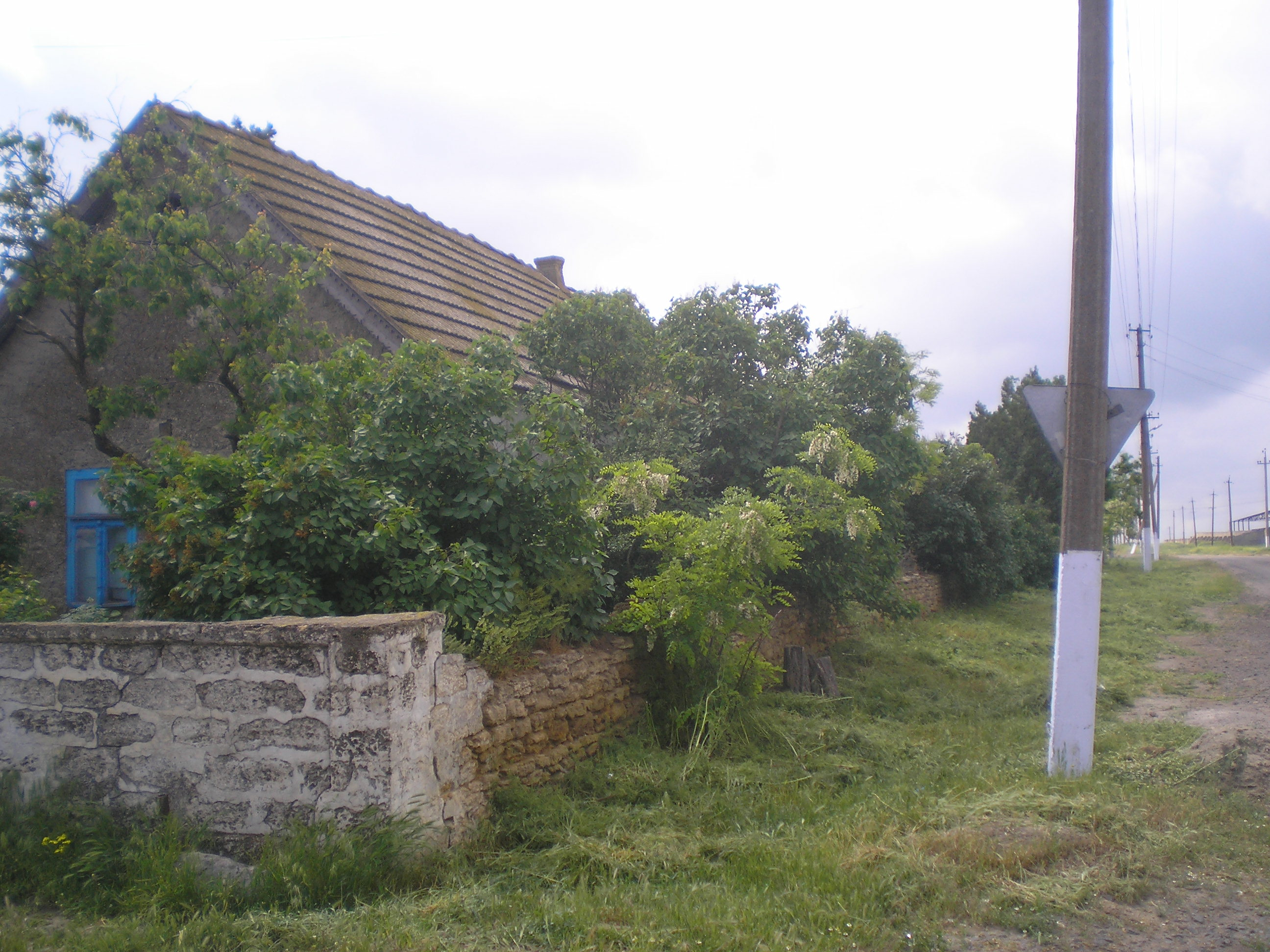

切爾沃尼-亞爾（烏克蘭語：Червоний Яр）是位於烏克蘭西南部的村莊，由敖德萨州伊茲梅爾區的基利亞市鎮負責管轄。該村始建於1807年，面積1.08平方公里，海拔高度15米，2001年人口805，人口密度每平方公里745.37人。